# Chaoyang (socken i Kina, Heilongjiang, lat 45,27, long 126,28)
Chaoyang (kinesiska: 朝阳, 朝阳乡) är en socken i Kina. Den ligger i provinsen Heilongjiang, i den nordöstra delen av landet, omkring 60 kilometer sydväst om provinshuvudstaden Harbin.
Genomsnittlig årsnederbörd är 728 millimeter. Den regnigaste månaden är juli, med i genomsnitt 160 mm nederbörd, och den torraste är januari, med 6 mm nederbörd.